# Kintampo South District
Der Kintampo South District ist ein Distrikt in Ghana. Er ist im Zentrum Ghanas in der Bono East Region gelegen und grenzt an die Distrikte Kintampo North, Pru, Tain, Wenchi, Techiman Municipal und Nkoranza in der Bono East Region und Bole in der angrenzenden Savannah Region. Chief Exekutive über den ca. 1775 km² großen Distrikt mit ca. 93.600 Einwohnern (2002) ist Yaw Adjei Duffour mit dem Sitz in der Distrikthauptstadt Jema.
Der Distrikt Kintampo South wurde mit dem Distrikt Kintampo North aus dem ehemaligen Distrikt Kintampo per Präsidialdekret von Präsident John Agyekum Kufuor zum August 2004 gebildet. 

## Geographie
Der Distrikt liegt im Volta-Becken auf einer Höhe zwischen 60 und 150 Metern über dem Meeresspiegel. Eine Vielzahl größerer und kleinerer Flüsse und Bäche durchzieht den Distrikt, die größten Flüsse sind Pumpum, Oyoko, Nante und Tanti, die alle im schwarzen Volta münden. 

## Bevölkerung
Mit einer Bevölkerung von schätzungsweise 93.600 Menschen im Jahr 2002, von denen allein 7.686 in der Distrikthauptstadt Jema leben weist der Distrikt eine relativ hohe Bevölkerungsdichte auf. Mit einer jährlichen Wachstumsrate von 3 Prozent übersteigt das Bevölkerungswachstum den nationalen Durchschnitt von 2,7 Prozent leicht. Wie im ganzen Land leben deutlich mehr Frauen (47.736) im Distrikt als Männer (45.864). In Kintampo South leben 0,4 Prozent der nationalen Bevölkerung Ghanas.
Die Bevölkerung lebt in 122 Ortschaften, die im Regelfall aus weniger als 100 Personen bestehen. Nur die Distrikthauptstadt Jema hat eine städtische Lebensqualität und hat über 5000 Einwohner. Die Bevölkerung zählt im Wesentlichen zu den Volksgruppen der Brong, Mo, Dagomba und Aschanti. Auch andere Minderheiten sind vertreten. Die Bevölkerung ist hauptsächlich Anhänger einer christlichen Religion, aber auch die Muslime stellen eine größere Bevölkerungsgruppe. Auch traditionellen Religionen werden von einem kleinen Teil der Distriktbevölkerung praktiziert.

## Wirtschaft
Wie in weiten Teilen Ghanas dominiert in Kintampo South die Landwirtschaft, in der 72,7 Prozent der Beschäftigten tätig sind. Insgesamt werden in diesem Wirtschaftssegment 60 Prozent der Haushaltseinkommen im Distrikt erwirtschaftet. Hauptsächlich besteht die Landwirtschaft aus Subsistenzwirtschaft, die wenig Überschuss produziert.
Hauptsächlich werden Yam, Kassava, Reis, Erdnüsse, Wassermelonen, Cashew, Mango und Tabak abgebaut. Aber auch Gemüse wie Auberginen und Tomaten sind wichtige Anbauprodukte. Auch Tierhaltung von Rindern, Schafen, Ziegen und Schweinen und Geflügel ist eine wichtige Nahrungsquelle der Bevölkerung. Schätzungsweise 80 Prozent der Betriebe arbeiten auf einer Landfläche, die kleiner ist als ein Hektar.

## Bildung
Im gesamten Distrikt sind von 5624 Kindern zwischen 4 und 5 Jahren 5428 in einem Kindergarten untergebracht, was einer Rate von 96,5 Prozent entspricht. Von allen Kindern sind 7,4 Prozent in einer privaten Einrichtung untergebracht. Im Vorschulbereich sind 139 Lehrer angestellt, so dass rechnerisch auf einen Lehrer 39 Schüler entfallen. Lediglich 2,2 Prozent der Vorschullehrer haben eine berufsspezifische Ausbildung absolviert.
In der Altersgruppe zwischen 6 und 11 Jahren besuchten von den 15.284 Kindern (im Jahr 2000) des Distrikts insgesamt 10.461 (68,2 Prozent) die Grundschule. Von den 5413 Kindern im Alter zwischen 12 und 14 besuchten 38,1 Prozent die Junior Secondary School.
Im Distrikt stehen mit einer Senior Secondary School, einer höheren Handelsschule und einer Fachoberschule für Technik insgesamt drei höhere Bildungseinrichtungen zur Verfügung. Die Senior Secondary School in Jema hat 546 Schüler, von denen 37 Prozent Mädchen sind.

## Gesundheit
Im Distrikt ist kein Krankenhaus eröffnet worden. Lediglich ein Gesundheitszentrum, zwei ländliche Kliniken und zwei private Geburtshäuser sind bisher eingerichtet worden. Im ganzen Distrikt arbeitet kein Arzt; die medizinische Versorgung hat ein Medizinischer Assistent mit einer kleinen Zahl Hilfspersonal übernommen.

## Wahlkreise
Im Distrikt Kintampo South wurde ein gleichnamiger Wahlkreis eingerichtet, in dem Yaw Effah-Baafi für die National Democratic Congress (NDC) bei den Parlamentswahlen 2004 den Sitz im ghanaischen Parlament errang. 

## Wichtige Ortschaften
| - Jema - Amoma - Apesika - Anyima - Nante - Krabonso | - Ntankoro - Ampoma - Pramposo - Agyina - Chirehin |